# Siar
Die Siar war ein Schiff der Neuguinea-Kompagnie zur deutschen Kolonialzeit.

## Geschichte
Die Siar wurde nach der Insel Siar bei Friedrich-Wilhelmshafen in Deutsch-Neuguinea benannt. Das Dampfschiff war ursprünglich als Frachter erbaut worden, wurde dann aber für die Zwecke der Neuguinea-Kompagnie umgerüstet. Bereedert wurde das Schiff von 1902 bis 1914 vom Norddeutschen Lloyd.
Die Hauptaufgaben der Schiffes waren die Abholung von Kopra von Plantagen zu Schiffen, welche die Fracht zur Weiterverarbeitung nach Europa brachten, der Transport von angeworbenen Arbeitskräften für die Plantagen der Kompagnie, die Postbeförderung sowie der Transport aller sonstigen schiffbaren Güter in ihrem Fahrgebiet. Der Laderaum des Schiffes konnte je nach Bedarf für Güterfahrten oder für die Beförderung von Arbeitskräften genutzt werden. Im Achterschiff hatte die Siar für Fahrgäste vier Kabinen und einen gerade 7,5 m² großen Salon. Der Salon wurde auch benutzt, um in den Anlegehäfen Gäste, hauptsächlich Deutsche der dortigen Plantagenverwaltungen, Kolonialbeamte, Ärzte und so weiter zu bewirten für Treffen und Gespräche an Bord, wie es bei allen deutschen Schiffen in der Deutschen Südsee üblich war.
Die Siar wurde auch bei dem Aufstand auf Ponape 1910/11 als Truppentransporter eingesetzt.
Im Ersten Weltkrieg wurde das Schiff von Australien übernommen. 1924 wurde die Siar für nicht mehr seetüchtig erklärt und von der australischen Regierung zusammen mit der Madang und der Meklong versteigert. Ihr weiterer Verbleib ist nicht bekannt.